# 黑尔讷
黑尔讷位于德國鲁尔区北部，是北莱茵-威斯特法伦州境内的非县辖城市，属于阿恩斯贝格行政区范围。与盖尔森基兴，波鸿和多特蒙德接壤。早在1933年时，老黑尔讷城的居民数量已经突破10万，使得它进入大城市之列。2007年黑尔讷拥有165355居民，它属于国内仅次于奥芬巴赫之后第二位面积小人口稠密的德国城市。从前黑尔讷是一座以采矿业著称的城市。

## 歷史
十九世紀以前，黑爾訥基本上是一個小村。後來隨著魯爾區採礦和煤炭業發達，黑爾訥開始成為城市。1860年，黑爾訥首個煤礦正式投產。
在二次大戰中，黑爾訥如同魯爾區其他城市，是盟軍攻擊目標。

## 經濟
昔日是採礦和煤炭中心，隨著煤業衰落，目前黑爾訥經濟已告轉型，以物流業為主。

## 友好城市
- 法國埃南博蒙 （1954年）
- 英国韦克菲尔德 （1956年）
- 尼加拉瓜奧梅特佩島 （1988年）
- 俄羅斯别尔哥罗德 （1990年）
- 德国艾斯莱本 （1990年）
- 波蘭科寧 （1991年）
- 中国泸州 （时间不详）

## 圖片

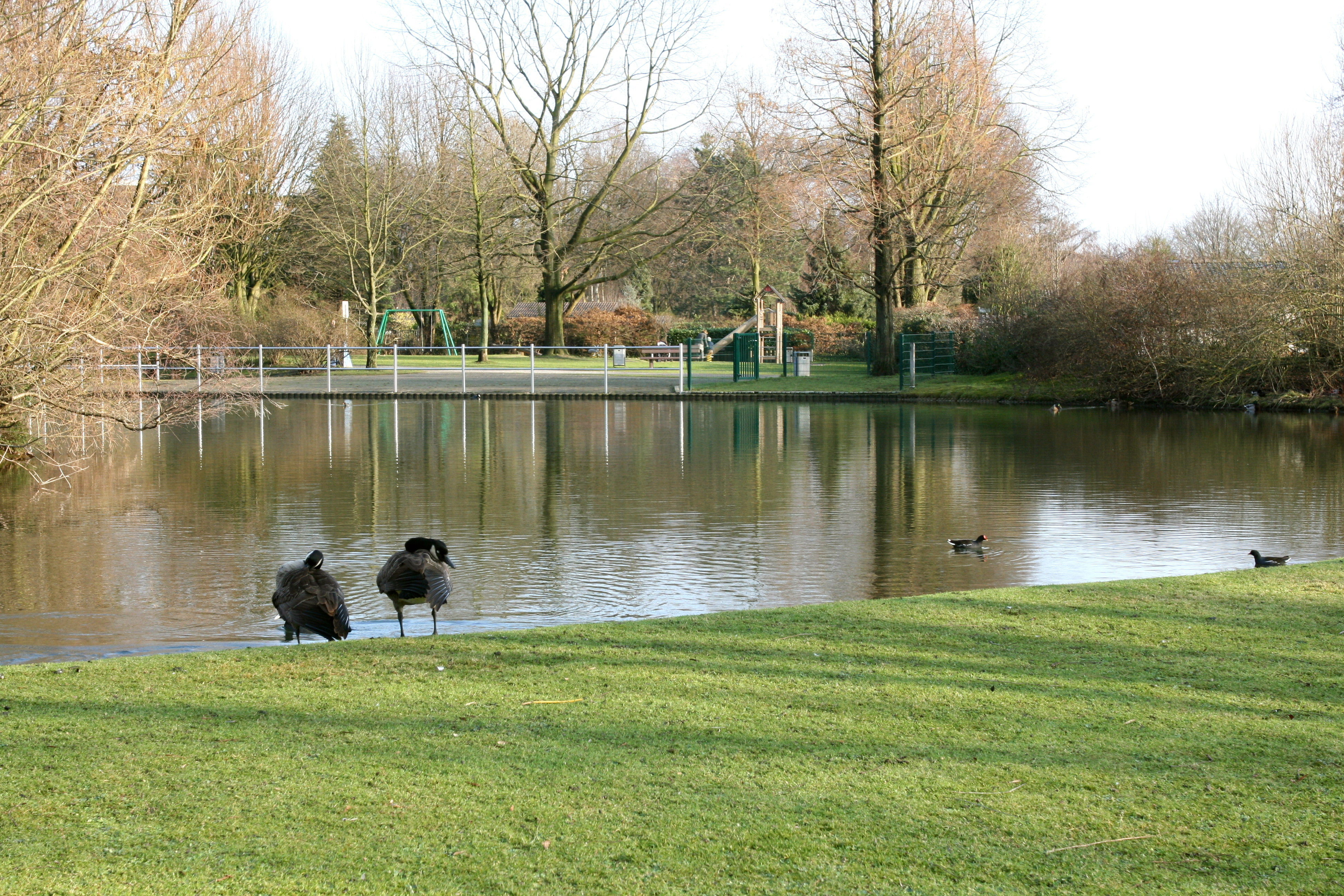
公園一景
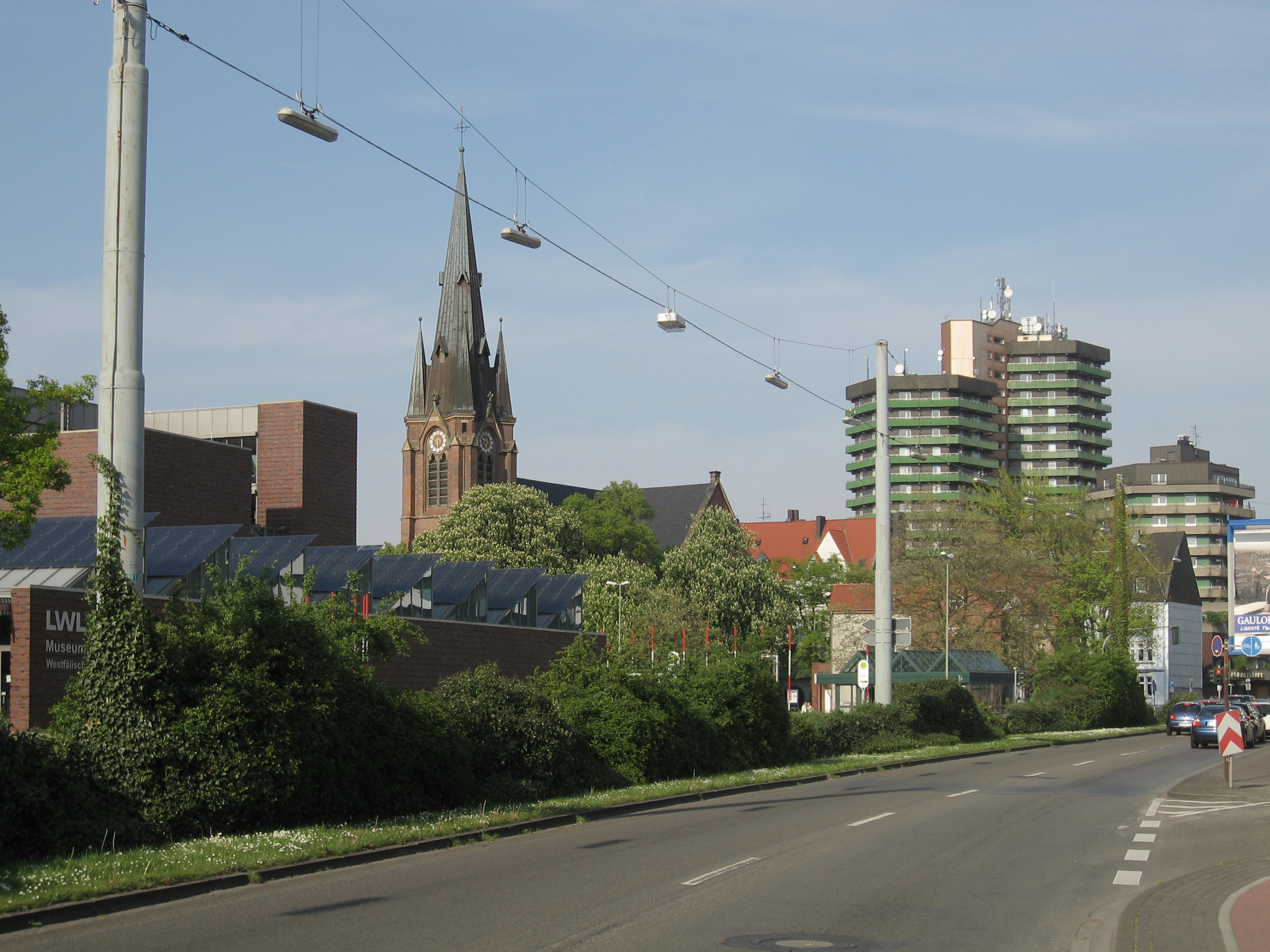
街頭一景
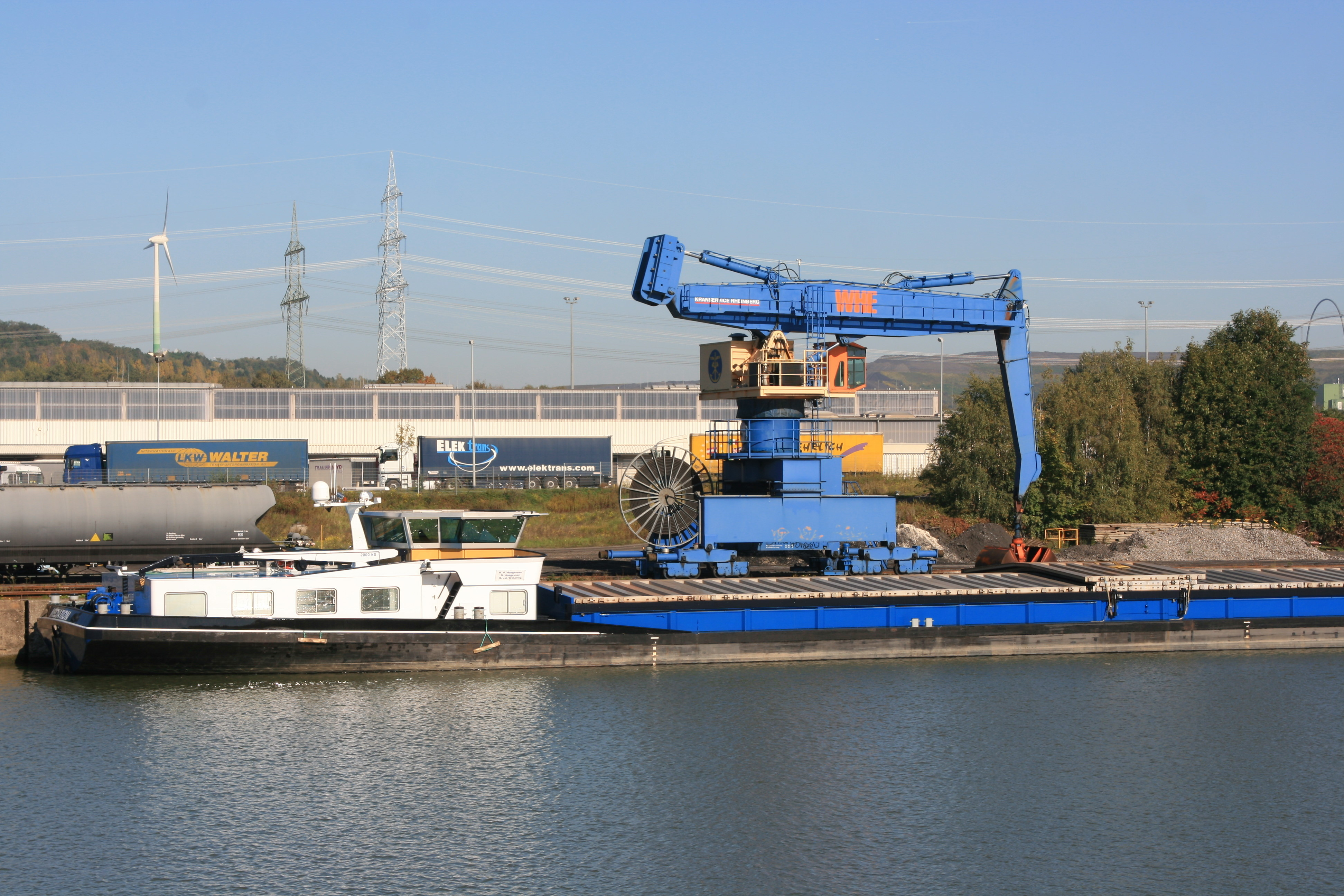
運河港口